# Gunung Anjasmoro
Gunung Anjasmoro är ett berg i Indonesien.   Det ligger i provinsen Jawa Timur, i den västra delen av landet, 600 km öster om huvudstaden Jakarta. Toppen på Gunung Anjasmoro är 2 277 meter över havet, eller 162 meter över den omgivande terrängen. Bredden vid basen är 1,7 km.
Terrängen runt Gunung Anjasmoro är bergig åt nordväst, men åt sydost är den kuperad. Gunung Anjasmoro ligger uppe på en höjd som går i öst-västlig riktning.Runt Gunung Anjasmoro är det tätbefolkat, med 881 invånare per kvadratkilometer. Närmaste större samhälle är Batu, 13,1 km söder om Gunung Anjasmoro. Omgivningarna runt Gunung Anjasmoro är en mosaik av jordbruksmark och naturlig växtlighet.